# Hristos pe cruce (pictură de Delacroix)
Hristos pe cruce cunoscut și sub numele de Hristos între cei doi hoți sau Calvarul este o pictură în ulei pe pânză din 1835 a pictorului francez Eugène Delacroix aflată în Musée de la Cohue din Vannes, Franța.

## Istorie
Delacroix a prezentat tabloul la Salonul de la Paris din 1835. La sfârșitul expoziției, statul a cumpărat tabloul cu 2.000 de franci și l-a trimis la Morbihan. Pictura a fost expusă apoi la biserica Saint-Patern din Vannes, unde preotul paroh a acoperit pieptul Mariei Magdalena de către sacristanul său înainte de a reașeza tabloul în clopotniță. Pictura a fost restaurată în 1864 și a intrat în inventarul Musée de la Cohue în 1865.

## Vezi și
- Eugène Delacroix